# Кукобы (Семёновский район)
Кукобы (укр. Кукоби) — село,
Горошинский сельский совет,
Семёновский район,
Полтавская область,
Украина.
Код КОАТУУ — 5324581503. Население по переписи 2001 года составляло 37 человек.

## Географическое положение
Село Кукобы находится на левом берегу реки Сула,
выше по течению на расстоянии в 1 км расположено село Гаевка,
ниже по течению на расстоянии в 2,5 км расположено село Горошино,
на противоположном берегу — село Чутовка (Оржицкий район).
Река в этом месте извилистая, образует лиманы, старицы (Видпильная) и заболоченные озёра.

## История
Село указано на специальной карте Западной части России Шуберта 1826-1840 годов 